# Alina Szeminska
Alina Szeminska (Varsovia,12 de septiembre de 1907- ibid. 14 de febrero de 1986), es una psicóloga y profesora de universidad polaca, que inició junto con Jean Piaget el estudio de la numeración y las capacidades de los niños para construir representaciones mentales, independientemente de los objetos, de su diversidad, y también de su propiedad perceptiva. 

## Biografía

### Niñez y formación
Pasa su niñez entre Suecia y Polonia y prosigue sus estudios secundarios en Varsovia. Su elección de estudios de medicina no es posible a causa de la prohibición de acceso a las mujeres. Por lo que en 1926 se marcha a estudiar la psicología infantil a Berlín con Wolfgang Köhler, Lewin y Wertheimer. Wolfgang Köhler aconseja a Alina Szeminska que se vuelva a la universidad de Ginebra para estudiar con Jean Piaget, lo que hace en 1928. En 1932 obtiene un doctorado en filosofía, con mención en pedagogía, después es asistente de Piaget en el instituto Jean-Jacques Rousseau (1932-1939), y colabora con Bärbel Inhelder.

### Durante la Segunda Guerra Mundial
El 31 de agosto de 1939 regresa a Polonia, víspera de la invasión de Polonia por los nazis. El 1.º de septiembre de 1939, el premier tanque alemán atraviesa la frontera polaca. Alina Szeminska trabaja entonces en la Cruz Roja polaca y dirige el despacho de las personas desaparecidas. Se compromete en el aguante polaco y es arrestada en 1942, encarcelada durante nueve mes antes de ser deportada a Auschwitz en 1943. Es liberada en 1945 por el ejército ruso.

### Carrera profesional
Alina Szeminska funda después de la guerra una clínica para huérfanos en Varsovia. Aplica los principios de la consulta psicológica con el fin de sostener los pasos de adopción de menores. También enseña en el instituto para la formación de los enseñantes. En 1949, pasa a ser directora de una clínica psicológica para niños escolarizados. En 1952 trabaja en el Instituto pédagogique de Varsovia, donde es responsable del departamento de psicología. Prosigue investigaciones sobre la psicología y la enseñanza de las matemáticas, y es nombrada profesora en la facultad de pedagogía de la universidad de Varsovia en 1956. En 1967 recibe una autorización para volver a Ginebra, donde pasa un año en el Centro de Epistémologia Genético de Piaget. En 1979, la universidad de Ginebra le otorga un doctorado honoris causa.

## Trabajos
Lleva investigaciones sobre el desarrollo de las nociones numéricas y espaciales en la infancia. Es coautora junto a Jean Piaget de dos labores de investigación, y autora de Prueba de análisis psicológico del razonamiento matemático.

## Premio y distinción
- 1979 : Doctora honoris causa por la universidad de Ginebra

## Obras
- La Genèse du nombre chez l'enfant, avec Jean Piaget, Neuchâtel, Delachaux et Niestlé, 1941 ISBN 978-2603008393.
- La Géométrie spontanée chez l'enfant, avec Jean Piaget & Barbel Inhelder, Paris, Puf, coll. « Bibliothèque contemporaine », 1949 ISBN 978-2130325918.
- Essai d'analyse psychologique du raisonnement mathématique, Cahiers de pédagogie expérimentale et de psychologie de l'enfant, 1935